# Rahotep (hoàng tử)
Đối với pharaon cùng tên, xem Rahotep

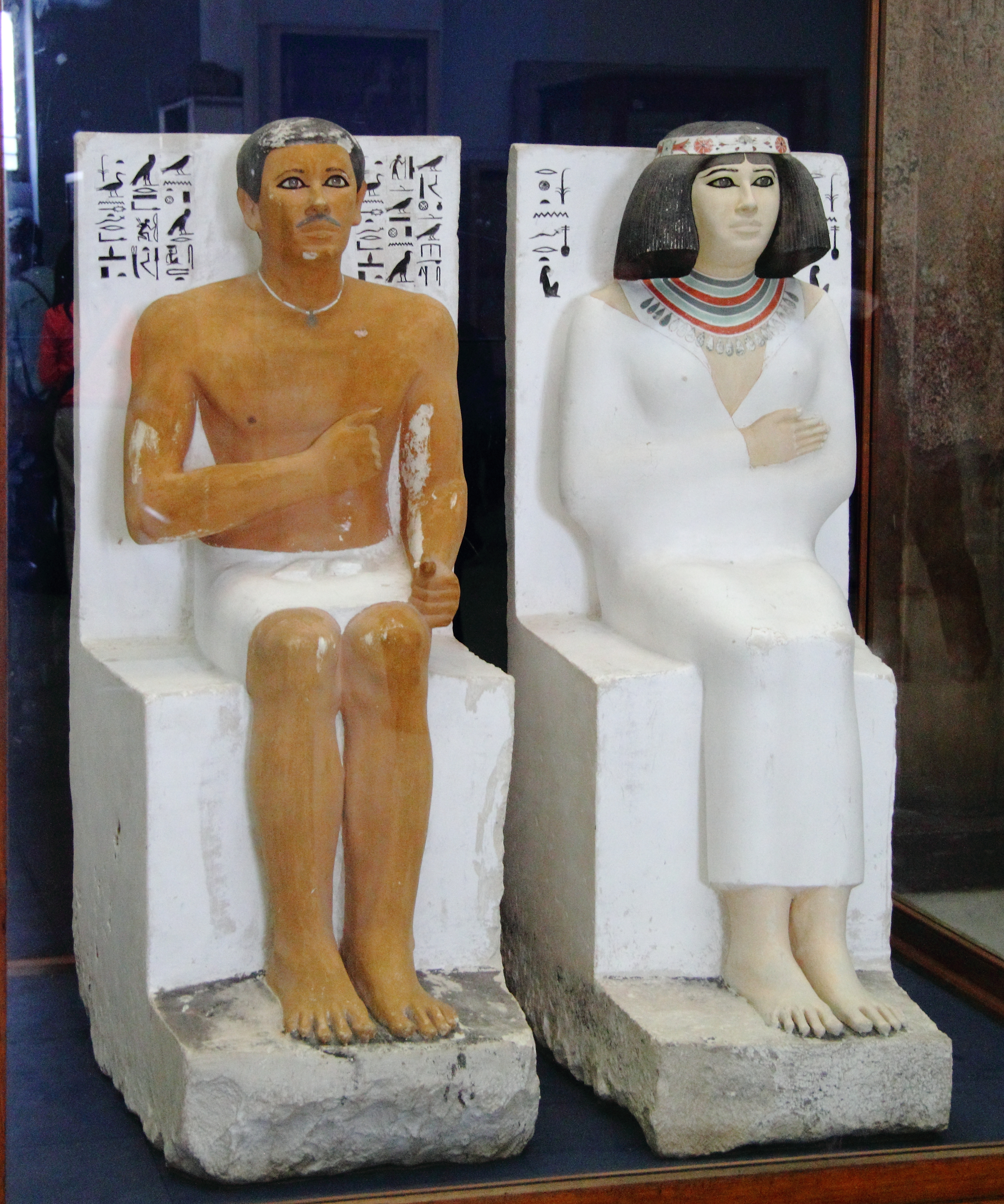
Bức tượng nổi tiếng của Rahotep và Nofret

Rahotep là một hoàng tử Ai Cập cổ đại thuộc Vương triều thứ 4. Tên của ông nghĩa là "thần Ra hài lòng".

## Tiểu sử
Phần lớn các nhà khảo cổ cho rằng, Rahotep là con của pharaon Sneferu chứ không phải là Huni theo Zahi Hawass. Nếu vậy, ông sẽ là một người anh em khác mẹ với pharaon Khufu. Rahotep được biết đến với danh hiệu "Con trai trưởng của nhà vua từ thân thể của ngài", "Đại tư tế của Ra" tại Heliopolis, "Người đứng đầu đoàn viễn chinh" và "Quan giám sát mọi công việc".
Vợ ông là phu nhân Nofret (nghĩa là "xinh đẹp"), không rõ xuất thân. Bà sinh được 6 người con, đều mang cùng phong hiệu "Người thân của Vua", kể cả Nofret.
- 3 trai: Djedi, Itu và Neferkau.
- 3 gái: Mereret, Nedjemib và Sethtet.

Rahotep và Nofret đều được biết thông qua hai bức tượng nổi tiếng của họ tại mộ phần của 2 vợ chồng. Hai bức tượng được tìm thấy tại mastaba M6 (Meidum) trong tình trạng còn nguyên vẹn hoàn toàn, hiện đang ở Bảo tàng Cairo. Tại mastaba M6, tên của 6 người con được tìm thấy.

## Chú thích

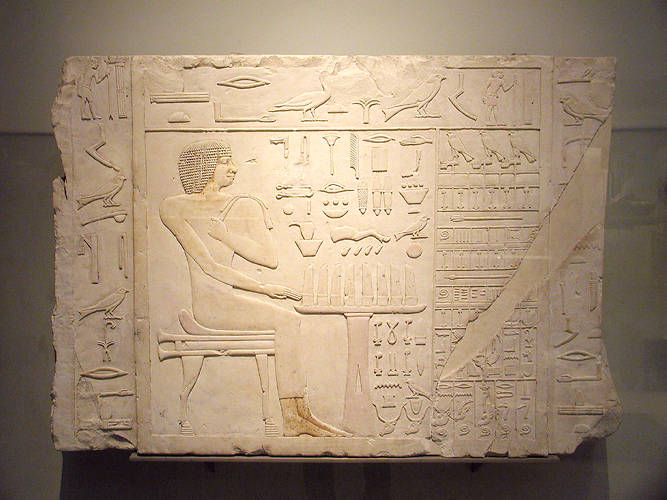
Một bức phù điêu của Rahotep tìm thấy tại mastaba M6 (Bảo tàng Anh)